# Olha Zacharovová
Olga Zacharovová (rusky: Ольга Захарова, nyní Ольга Валентинівна Заколодна (Olga Valentinovna Zakolodna; * 3. května 1973 Charkov) je bývalá ukrajinská reprezentantka ve sportovním lezení. Mistryně světa, vicemistryně Evropy a vítězka světového poháru v lezení na rychlost.

## Výkony a ocenění
Na světovém poháru získala stříbro i v kombinaci, když se na závodu v Leccu zúčastnila také boulderingu. Účastnila se i několika závodů v lezení na obtížnost.

### Závodní výsledky
- 1997: MS 11. místo
- 1999: MS 1. místo
- 2003: MS 5. místo
- 2003: MS 4. místo
- 2005: MS 9. místo

- 1998: SP 1. místo
- 1999: SP 1. místo
- 2000: SP 2. místo
- 2001: SP 1. místo
- 2002: SP 2. místo kombinace

- 1998: ME 37.-41. místo obtížnost
- 1998: ME 10. místo
- 2000: ME 10. místo
- 2002: ME 2. místo
- 2004: ME 7. místo